# Radiotelevisió Valenciana

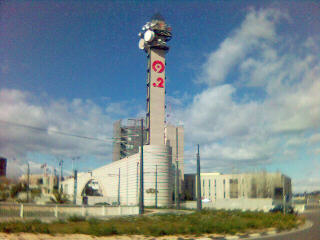
RTVV:s huvudkontor i Burjassot, nordväst om själva Valencia.

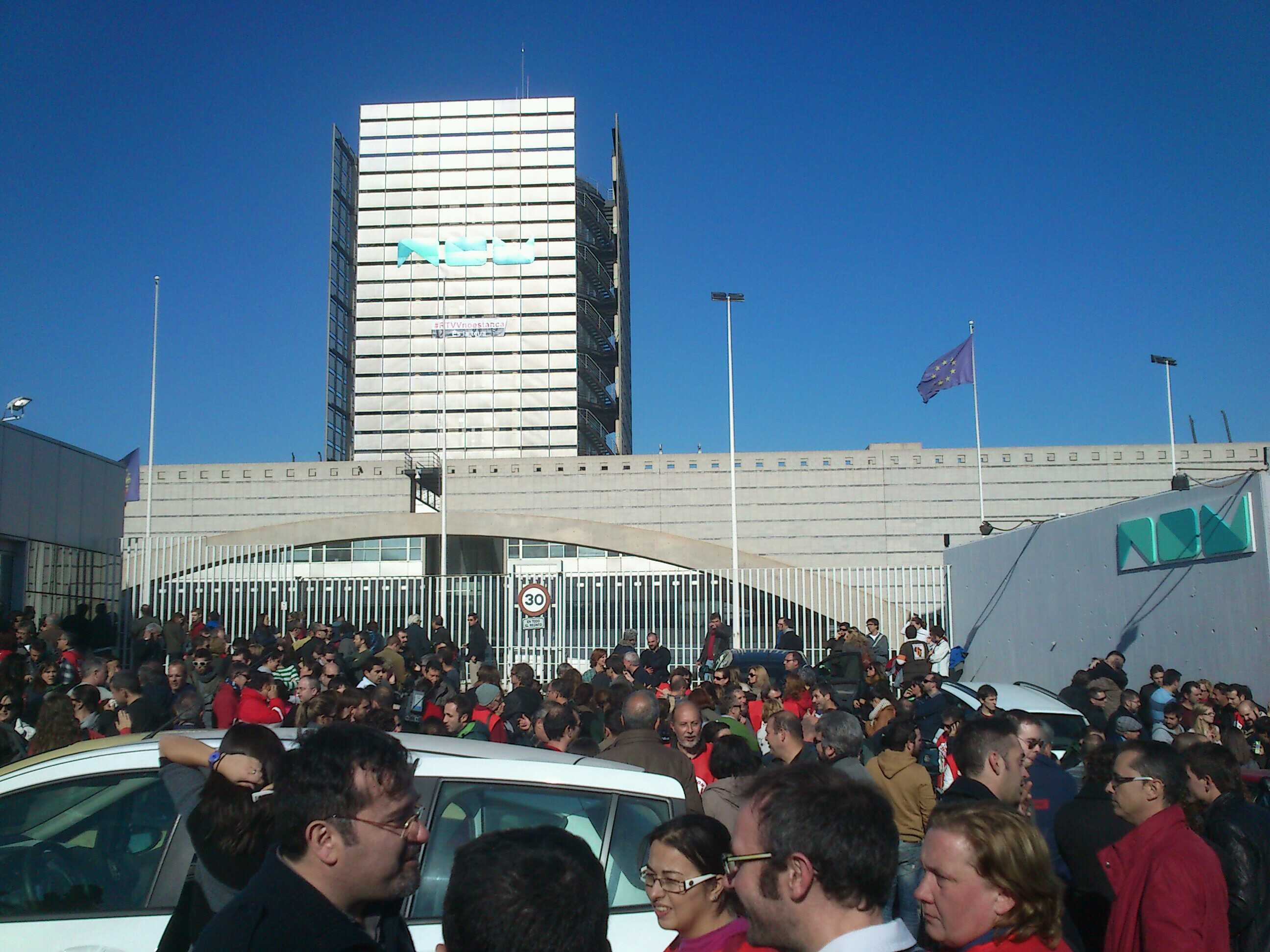
Boende och tidigare anställda på RTVV utanför dess huvudkontor, några timmar efter den sista sändningen 29 november 2013.

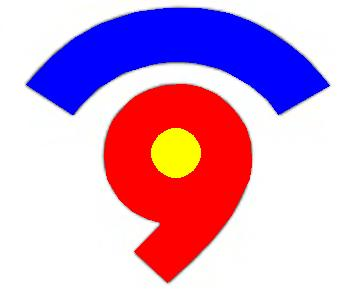
Logotypen oktober 1989 till 2005 för TV-kanalen Nou.

Radiotelevisió Valenciana (/ˈraðioteleviziˈo valensiˈana/), RTVV, var ett spanskt allmänägt mediebolag. Företaget grundades 1984 av regionregeringen i Valencia (Generalitat Valenciana) och sände TV (1989–2013) och radio. 2013 lades RTVV ner, till följd av den spanska skuldkrisen och misslyckade förhandlingar angående företagsnedskärningar. RTVV presenterade det mesta av sina program på valencianska (den regionala dialekten av katalanska).
Långt gångna planer fanns 2016 på att återskapa bolaget. Detta förverkligades 2017 i form av À Punt Mèdia.

## Historik

### Bakgrund
Lagen om skapandet av Radiotelevisió Valenciana godkändes av regionparlamentet (Corts Valencianes) den 4 juli 1984, och mars 1988 konstituerades företagets styrelse. En månad senare utnämndes den första generaldirektören för bolaget av regionregeringen, och två separata dotterbolag skapades för att sköta TV- (Televisió Autonòmica Valenciana SA) respektive radioproduktionen (Ràdio Autonomia Valenciana SA). Lagen stipulerade också att alla aktier i de olika bolagen skulle ägas av regionregeringen.

### TV- och radiokanaler
Dotterbolaget TVV (Televisió Valenciana) producerade och sände ut TV-program i Valenciaregionen. Testsändningar inleddes 2 september 1989, då Joan Lerma var bolagsordförande. Regelbundna sändningar tog sin början 9 oktober 1989. Canal Nou (bolagets huvudkanal, ursprungligen benämnd Canal 9) kallades under senare år endast Nou, vilket på valencianska kan uttydas som 'nio' eller 'ny'. 2009 började man med sändningar i HD, vilket ledde till den nya kanalen Nou HD.
Canal 9 hade ursprungligen en logotyp inspirerad av gamla radiomikrofoner. Oktober 2005 infördes en ny design för den och för systerkanalen Nou 2 (tidigare kallad Punt 2).
Bolagets olika TV-kanaler sände huvudsakligen sina program med valencianskt tal. Nou 2 (grundad 1997) sände vid sin nedläggning 2013 mestadels på valencianska, och nyhetskanalen Nou 24 (grundad 2009) sände uteslutande på valencianska.
September 2008 förannonserades starten av Nou 24 (utläst Nou vint-i-quatre, 'Nio/Ny tjugofyra'), en ny dygnetruntsändande nyhetskanal. Den inledde sina sändningar 3 februari 2009. På grund av den svåra ekonomiska krisen i den valencianska allmänna sektorn slogs de båda kanalerna Nou 2 och Nou 24 ihop till en den 6 juli 2013, under namnet Nour 24. Den sände då främst nyheter, kulturprogram och repriser.
RAV (Ràdio Autonomia Valenciana) skötte koncernens radiosändningar via de båda radiokanalerna Nou Ràdio och Nou Sí Ràdio.

### Kris och upplösning
Juni 2012, mitt under den pågående spanska skuldkrisen (se finanskrisen 2007–2008), utannonserade RTVV nedskärningar och avskedade 1 198 av dess 1 660 anställda. Fackförbunden CCOO och CGT vägrade gå med på åtgärderna, och 5 november 2013 ogiltigförklarade Spaniens högsta domstol (Audiencia Nacional) avskedandena. Samma dag lade regionregeringen ned företaget, eftersom de hävdade att ett återanställande av alla de före detta anställda inte var möjligt. TV-kanalen Nous sista sändning avslutades plötsligt klockan 12:19 den 29 november 2013, när den spanska polisen "drog ur sladden".
Sedan 2011 har det konservativa Partido Popular den politiska makten i regionen, och vissa ser nedläggningen av bolaget som en av flera "anti-katalanska" åtgärder. Regionledningen har på sistone även begränsat närvaron av valencianska inom undervisning och administration. Dessutom har man sagt upp distributionsavtalet med Balearernas TV-bolag IB3.

### Tittarandelar
Företagets huvudkanal (inom TV) Canal Nou hade under 1990-talet en tittarandel i regionen på cirka 20 procent. I konkurrens med nystartade spanska kanaler halverades den andelen efter millennieskiftet och fram till 2010. Därefter minskade tittarandelen ytterligare, och 2013 såg endast fyra procent av tittarna i Valenciaregionen på Canal Nou. Av de två sidokanalerna Nou 2 (grundad 1997) och Nou 24 (nyhetskanal, grundad 2009) hade den förstnämnda som mest drygt två procents tittarandel.
| År   | Canal 9 (Nou) | Nou 2 | Nou 24 |
| ---- | ------------- | ----- | ------ |
| 1992 | 22,5          |       |        |
| 1993 | 19,9          |       |        |
| 1994 | 17,7          |       |        |
| 1995 | 18,5          |       |        |
| 1996 | 17,3          |       |        |
| 1997 | 20,6          | 0,5   |        |
| 1998 | 18,2          | 0,9   |        |
| 1999 | 18,7          | 1,4   |        |
| 2000 | 20,2          | 2     |        |
| 2001 | 18,7          | 2     |        |
| 2002 | 18,4          | 1,8   |        |
| 2003 | 18,2          | 2     |        |
| 2004 | 17            | 2,1   |        |
| 2005 | 16,3          | 2,4   |        |
| 2006 | 14,3          | 2,1   |        |
| 2007 | 12,7          | 1,8   |        |
| 2008 | 12            | 1,3   |        |
| 2009 | 11,8          | 0,6   | 0,5    |
| 2010 | 8,4           | 0,5   | 0,3    |
| 2011 | 6             | 4     | 0,3    |
| 2012 | 5             | 0,4   | 0,3    |
| 2013 | 4,1           | 0,2   | 0,4    |

#### Styrelseordförande 1989–2013
- José Vicente Villaescusa Blanca (från 18 juni 1996)
- Pedro García Gimeno (3 september 2004, 7 september 2007[11] till ?)
- José López Jaraba (16 oktober 2009 till 14 december 2012[12])
- Alejandro Reig de la Rocha (14 december 2012,[13] 25 januari 2013[14] till 28 mars 2013)
- Rosa Maria Vidal Monferrer ()
- Ernesto Moreno Murcia

## Efter RTVV

### TV på valencianska
Efter nedläggningen av RTVV finns ingen väl spridd TV-kanal på valencianska och med bas i regionen. Däremot finns en del mindre kanaler, helt eller delvis med valenciansktalande material, liksom vissa större kanaler med enstaka program på valencianska. Dessutom kan (i begränsad omfattning) även vissa katalanska TV-kanaler tas emot av TV-tittare i Valenciaregionen.
Här listas några exempel på nutida TV-sändningar på valencianska:
- Levante TV. TV-kanalen drivs av bolaget Prensa Ibérica, som bland annat även ger ut regionens största dagstidningen Levante-EMV. Enstaka program på valencianska.[15]
- Universitat Politècnica de València (Valencias tekniska universitet). En mycket liten andel av deras webb-TV-sändningar med främst utbildningsrelaterat innehåll är på valencianska.[16]
- TV Mediterraneo. Nyhetssändningar och väderleksrapporter (åtminstone via webb-TV) finns på valencianska.[17][18] Andra programledare i spanskspråkiga program hälsar välkommen på valencianska ("Bona nit!" istället för "¡Buenas noches!").[19]

Vissa försök har gjorts att starta nya valencianskspråkiga TV-kanaler, antingen i regional eller privat regi. Även det Partido Popular-ledda regionstyret har talat om planer på en ny provinsiell (det vill säga för provinsen Valencia, vilken är en del av Valenciaregionen) public service-TV-kanal med större delen av sändningarna på valencianska.

### Planer på återstart
2014 startades en namninsamling, med målet att nå 50 000 underskrifter för att återfå en public service-radio och -TV på valencianska. Man nådde till slut 90 000 underskrifter. Kravet lades fram för regionparlamentet (Corts Valencianes) i december 2014, där man enhälligt (med 89 röster för och 0 emot) beslöt att låta utreda frågan.
I oktober 2015 fattade regionparlamentet ett förberedande beslut, med mål att återstarta bolaget och dess sändningar under 2016. Efter regionalvalen i maj 2015 förlorade Partido Popular (PP) makten i regionen, för första gången på 20 år. Beslutet röstades igenom efter att PP och dess stödparti Ciudadanos valt att inte delta i omröstningen.
Slutligen grundades 2017 det nya regionmediebolaget À Punt Mèdia.